# السوق المكسيكي للأوراق المالية
السوق المكسيكي للأوراق المالية (بالإسبانية: Bolsa Mexicana de Valores)‏ والذي عادة ما يسمى Mexican Bolsa أو Mexbol أو BMV هو سوق الأوراق المالية الوحيد في المكسيك، وهو ثاني أكبر أسواق الأوراق المالية في أمريكا اللاتينية بعد السوق البرازيلي للضمانات والسلع والأوراق المالية الآجلة (BM&F BOVESPA) في ساو باولو في البرازيل، وهو خامس أسواق الأوراق المالية في الأمريكيتين.

## روابط خارجية
- الموقع الرسمي